# Клавдія Трайсак
Клаудія Ернандес Блас Креспо Трейсак (ісп. Claudia Hernández Blas Crespo Traisac; нар. 14 грудня 1992, Леганес, Іспанія) — іспанська телевізійна та театральна акторка. Відома завдяки ролям Лари Баларес у телесеріалі «Життя без дозволу» (ісп. Vivir sin permiso) та Касандри Ленорманд у серіалі «Відкрите море» від Netflix.

## Біографія
Народилася 14 грудня 1992 року в муніципалітеті Леганес.
У віці 9 років їй запропонували взяти участь у короткометражному фільмі. Потім вона записалась в театральний гурток у школі та вступила до рекламного агентства. Пізніше закінчила підготовку в Centro del Actor режисера Лорени Гарсія де лас Байонас. Вивчала аудіовізуальну комунікацію.
Розпочала свою телевізійну кар'єру в 2004 році в серіалі Орендатор (ісп. El inquilino) на каналі Antena 3, де вона зіграла Йолі в 13 серіях. У тому ж році вона дебютувала фільмом Сьомий день (ісп. El séptimo día) Карлоса Саури.
У 2005 році вона була частиною акторського складу серіалу Ke no !, де вона зіграла Амаю.
У 2006 році брала участь у телефільмі Atropello. У тому ж році приєдналась до тривалого іспанського телевізійного серіалу Cuéntame cómo pasó, який закінчився у 2008 р.
У 2008 році була учасницею акторського складу молодіжного серіалу 18, La serie, де зіграла Лору. Показ серіалу скасували після закінчення першого сезону через низьку аудиторію. Того року зіграла в міні-серіалі La bella Otero про Кароліну Отеро.
У 2009 році вона з'явилася в 6 серіях іспанського телевізійного серіалу «Amar en tiempos revueltos», граючи Пілар. Брала участь у фільмі «Amanecer en Asia» режисера Дінойсіо Переса.
У 2012 році зіграла у міні-серіалі «Carmina», який розповідає про життя Карміни Ордонес. Того ж року також зіграла у міні-серіалі «Rescatando a Sara» разом з Фернандо Гільєном Куерво та Кармен Мачі. Включена до акторського складу серіалу «Luna, el misterio de Calenda», де вона грала Сільвію протягом двох сезонів.
У 2013 році приєдналась до складу мюзиклу «Сьогодні я не можу встати» (ісп. Hoy no me puedo levantar) в театрі Колізей в Мадриді разом із Даніелем Діхесом та Адріаном Ластра.
У 2014 році, будучи ще в театрі, зіграла у фільмі «Ескобар:Загублений рай» з Бенісіо дель Торо та Джошем Гатчерсоном. Це перший фільм, в якому мадридська актриса розмовляє англійською мовою. Грає невеликі камеді в серіалах із великою аудиторією, таких як «Aída» та «El Príncipe».
У 2015 році приєдналась до акторського складу четвертого сезону мюзиклу «La llamada» Хав'єра Кальво та Хав'єра Амбросі, замінивши Макарену Гарсію в ролі Марії Касадо.
У 2016 році приєдналася серіалу «Cuéntame cómo pasó», де вона грає Джулію. Вона також приєднується до складу серіалу «La sonata del silencio» на іспанському телебаченні, граючи головну героїню Елени. Зіграла у третьому сезоні вебсерії Flooxer «Paquita Salas» режисерів Хав'єра Амбросі та Хав'єра Кальво.
3 березня 2017 року Unión Por Leganés-ULEG вручила Клавдії Трейсак «Премію незалежника року» в категорії місцевого головного героя, що є актуальним фактом для актриси, оскільки, згідно з її промовою, «це одна з перших нагород, яку вони мені дали».
Трайсак бере участь в обох сезонах серіалу Vivir sin permiso для телевізійної мережі Telecinco.
У 2019 році зіграла головну роль Касандра Ленорманд в іспаномовному телесеріалі виробництва Netflix та Bambú Producciones — «Відкрите море».

## Професійна діяльність

### Фільмографія
| Кінострічки | Кінострічки             | Кінострічки            | Кінострічки        | Кінострічки     |
| Рік         | Українська назва        | Оригінальна назва      | Роль               | Примітки        |
| ----------- | ----------------------- | ---------------------- | ------------------ | --------------- |
| 2004        | Сьомий день             | El séptimo día         | Ізабелла (дівчина) | Другорядна роль |
| 2009        | Схід сонця в Азії       | Amanecer en Asia       | Клавдія            | Другорядна роль |
| 2014        | Історія Instagram       | An Instagram story     | Малена             | Головна роль    |
| 2014        | Ескобар: Загублений рай | Escobar: Paradise Lost | Марія              | Головна роль    |
| 2017        | Виклик (мюзикл)         | La llamada             | Дівчина            | Другорядна роль |

| Телебачення | Телебачення               | Телебачення                     | Телебачення                       | Телебачення                |
| Рік         | Українська назва          | Оригінальна назва               | Роль                              | Примітки                   |
| ----------- | ------------------------- | ------------------------------- | --------------------------------- | -------------------------- |
| 2004        | Орендар                   | El inquilino                    | Йолі                              | Головна роль; 13 серій     |
| 2005        | Я сказав, що немає!       | Ke no!                          | Амайя                             | Головна роль; 13 серій     |
| 2006        | Переїхати                 | Atropello                       | —                                 |                            |
| 2006–2018   | Розкажіть, як це сталося  | Cuéntame cómo pasó              | Джулія Валкарсель                 | Другорядна роль; 34 серії  |
| 2008        | Прекрасна Отеро           | La bella Otero                  | Белла Отеро (дівчині)             | Мінісеріал; 2 серії        |
| 2008–2009   | 18 серія                  | 18, la serie                    | Лаура Валенсія                    | Головна роль; 21 серія     |
| 2009–2010   | Кохання в неспокійні часи | Amar en tiempos revueltos       | Пілар                             | Епізодична роль; 6 серій   |
| 2011        | Убивства                  | Homicidios                      | Кароліна                          | Епізодична роль; 1 серія   |
| 2012        | Карміна                   | Carmina                         | Белен Ордонес (у молодості)       | Мінісеріал; 1 серія        |
| 2012        | Рятуючи Сару              | Rescatando a Sara               | Лаура                             | Мінісеріал; 2 серії        |
| 2012–2013   | Місяць, таємниця Календа  | Luna, el misterio de Calenda    | Сільвія Еліас                     | Головна роль; 18 серій     |
| 2014        | Аїда                      | Aída                            | Клара                             | Епізодична роль; 1 серія   |
| 2014        | Принц                     | El Príncipe                     | Сільвія                           | Епізодична роль; 1 серія   |
| 2016        | Соната мовчання           | La sonata del silencio          | Олена Монтеяно                    | Головна роль; 9 серій      |
| 2016–2019   | Paquita Salas             | Paquita Salas                   | Клара Валле                       | Другорядна роль; 3 серії   |
| 2018        | Апачі                     | Apaches                         | Віккі                             | Другорядна роль; 9 серій   |
| 2018–2020   | Життя без дозволу         | Vivir sin permiso               | Лара Баларес Понте                | Головна роль; 26 серій     |
| 2019-2020   | Відкрите море             | Alta mar                        | Касандра Ленорманд / Кармен Марін | Головна роль; 8 серій      |
| 2021        | -                         | Luimelia                        | Лая Сервера                       | Другорядна роль; 2 епізоди |
| 2022        | -                         | Zasback                         | Лара                              | Другорядна роль; 1 епізод  |
| 2023        | -                         | Los pacientes del doctor García | Рита Веласкес                     | Головна роль; 3 епізоди    |
| 2023        | Досконала казка           | Un cuento perfecto              | Крістіна                          | Другорядна роль; 1 епізод  |

| Театр            | Театр                              | Театр                    | Театр        | Театр                           | Театр                 | Театр        |
| Рік              | Українська назва                   | Оригінальна назва        | Роль         | Режисер                         | Театр                 | Примітки     |
| ---------------- | ---------------------------------- | ------------------------ | ------------ | ------------------------------- | --------------------- | ------------ |
| 2013             | Сьогодні я не можу встати (мюзикл) | Hoy no me puedo levantar | Анна         | Давид Оттоне                    | Театр Колізей, Мадрид | Головна роль |
| 2015- 2016; 2020 | Виклик (мюзикл)                    | La llamada               | Марія Касадо | Хав'єр Амбросі та Хав'єр Кальво | Театр Лара, Мадрид    | Головна роль |